# أنطونيو ريتشي
أنطونيو ريتشي (بالإيطالية: Antonio Ricci) (و. 1950  م) هو منتج تلفزيوني، وكاتب سيناريو إيطالي، ولد في ألبينجا.

## وصلات خارجية
- أنطونيو ريتشي على موقع IMDb (الإنجليزية)
- أنطونيو ريتشي على موقع ديسكوغز (الإنجليزية)

- أنطونيو ريتشي في قاعدة بيانات الأفلام على الإنترنت